# Agustarello Affre
Agustarello Affre, né le 23 octobre 1858 à Saint-Chinian (Hérault) et mort le 27 décembre 1931 à Cagnes-sur-Mer (Alpes-Maritimes), est un chanteur lyrique français ou ténor d'opéra.

## Biographie et carrière
En 1881, le jeune Auguste Affre, âgé de 23 ans, est apprenti menuisier. Il est l'un des premiers à rejoindre l'Orphéon local qui vient d'être créé. Par la suite, sa magnifique voix de ténor amène Marcelin Coural, maire de Narbonne, à demander à le rencontrer et l'auditionner. Conséquence, il l'invite à venir habiter Narbonne et suivre les cours de l'école de musique.
Un an plus tard, Affre intègre le Conservatoire de Toulouse et obtient une subvention du département de l'Hérault et de la municipalité de Saint-Chinian. Elle s'élève à 300 francs « durant tout le temps de ses études musicales, soit à Toulouse, soit à Paris ». Il est formé aux conservatoires de Toulouse et celui de Paris où il étudie le chant avec Edmond Duvernoy et Pierre Gailhard.
En 1887, Affre remporte le prix d'Opéra comique au conservatoire de Paris et le prix de Grand Opéra, l'année suivante. Il démarre alors une carrière de ténor. Il possède une puissante, ferme et belle voix qui lui vaut le surnom de « Tamagno français » en comparaison avec le grand ténor italien. Il a été l'un des principaux ténors de l'opéra de Paris de 1890 à 1911.
Durant vingt ans, il est célèbre et apprécié en France et à l'étranger, notamment à Bordeaux et Toulouse où il est acclamé.
Il a passé les dernières années de sa carrière à chanter et diriger des opéras aux États-Unis.
Après la première Guerre Mondiale, il a vécu sa retraite en France.
Il est inhumé au cimetière du Père-Lachaise (82e division).